# シュファルアム・シナゴーグ
シュファルアム・シナゴーグは、現イスラエル北部のイスラエル国籍パレスチナ人の町シェファー・アムルにある古いシナゴーグである。
このシナゴーグは17世紀に、古いシナゴーグの廃墟の上に建てられた。そこは伝承によれば、サンヘドリンが開かれた場所だという。シナゴーグはその後崩れ去ったが、18世紀の半ば、ガリラヤの統治者ザーヒル・ウマルがユダヤ教徒に戻ってシナゴーグを修繕する許可を与えた。シナゴーグはラビ・アブー・アルアーフィヤと彼に従うものにより修繕された。
シュファルアム・シナゴーグは、1845年にラビ・ヨセフ・シュワルツがその著書『パレスチナの地理述解と小史』に「約30のユダヤ教徒の家族と古いシナゴーグがひとつ」と記されている。シェファー・アムルには1970年代にコミュニティーが解散するまで、ユダヤ教徒が住んでいた。その結果、建物は補修されなくなり、ようやく最近修繕された。放棄されたとはいえ、かつての礼拝の堂屋の鍵は地元のムスリムにより保管され、シナゴーグは地元のパレスチナ人により敬意をもって取り扱われている。
2006年11月に、修繕を経てシナゴーグは再び開いたが、式典でシェファー・アムルの市長ウルサン・ヤーシンは、地元の若者による第二次インティファーダへの呼応に対して、当時自分は身を張ってここを守らなければならなかったが今後はそのようなことがないように、と再度述べた。なお、第二次インティファーダがあった2000年10月当時には、内部の遺物が傷つけられたという報道もあった。